# Перреро
Перреро (італ. Perrero, п'єм. Pré) — муніципалітет в Італії, у регіоні П'ємонт, метрополійне місто Турин.
Перреро розташоване на відстані близько 550 км на північний захід від Рима, 50 км на захід від Турина.
Населення — 664 особи (2014).

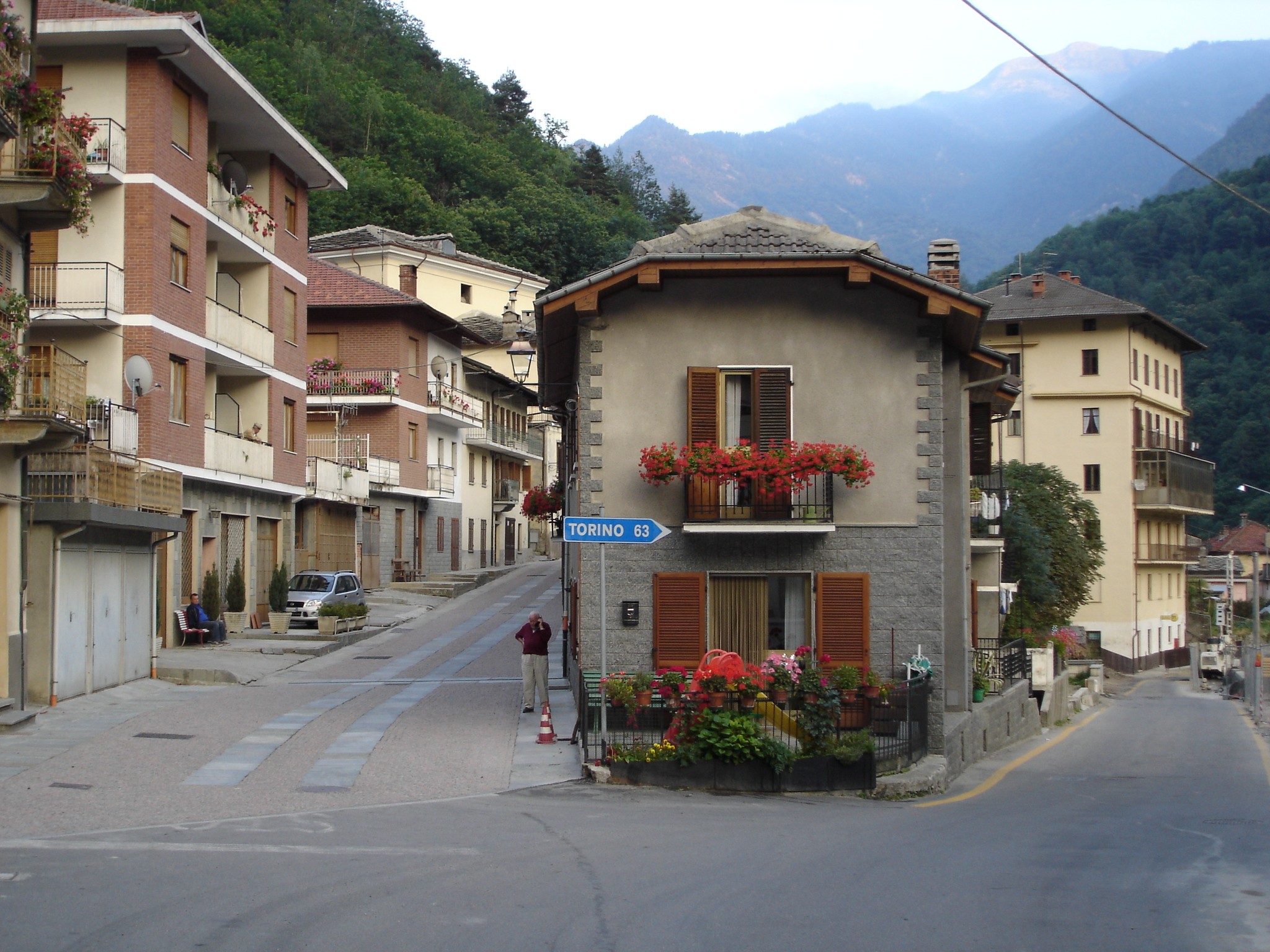

Щорічний фестиваль відбувається 22 липня. Покровитель — Santa Maria Maddalena.

## Демографія
Населення за роками:

Станом на 1 січня 2023 року в муніципалітеті офіційно проживало 29 іноземців з 9 країн, серед них 20 громадян країн Євросоюзу.

## Видатні уродженці
- Лідія Поет — перша італійська жінка-адвокат.

## Сусідні муніципалітети
- Ангронья
- Масселло
- Пероза-Арджентіна
- Помаретто
- Пралі
- Прамолло
- Рур
- Сальца-ді-Пінероло
- Віллар-Пелліче